# Калининское сельское поселение (Кировская область)
Калининское сельское поселение — муниципальное образование в составе Малмыжского района Кировской области России.
Центр — село Калинино.

## История
Калининское сельское поселение образовано 1 января 2006 года согласно Закону Кировской области от 07.12.2004 № 284-ЗО.

## Население
| 2010  | 2012  | 2013  | 2014  | 2015  | 2016  | 2017  |
| ----- | ----- | ----- | ----- | ----- | ----- | ----- |
| 4180  | ↘4119 | ↘4092 | ↗4150 | ↘4104 | ↘4087 | ↘4041 |
| 2018  | 2019  | 2020  | 2021  |       |       |       |
| ↘4028 | ↘3949 | ↘3901 | ↘3552 |       |       |       |

## Состав сельского поселения
В состав сельского поселения входят 12 населённых пунктов
| №  | Населённый пункт | Тип населённого пункта       | Население |
| -- | ---------------- | ---------------------------- | --------- |
| 1  | Дерюшево         | село                         | 175       |
| 2  | Калинино         | село, административный центр | 2560      |
| 3  | Новая Коса       | деревня                      | 1         |
| 4  | Новый Кокуй      | деревня                      | 19        |
| 5  | Нослы            | деревня                      | 145       |
| 6  | Пахотная         | деревня                      | 761       |
| 7  | Постниково       | деревня                      | 83        |
| 8  | Сива             | деревня                      | 0         |
| 9  | Старая Коса      | деревня                      | 198       |
| 10 | Старые Бакуры    | деревня                      | 40        |
| 11 | Старый Буртек    | деревня                      | 172       |
| 12 | Троедворка       | деревня                      | 26        |